# George Roth
George Helm Roth (ur. 25 kwietnia 1911 w Los Angeles, zm. 31 października 1997 w Studio City) – amerykański gimnastyk, medalista olimpijski z Los Angeles.